# Côte mourmane
La côte mourmane (en russe : Мурманский берег) est une zone côtière située dans l'oblast de Mourmansk au nord-ouest de la Russie. Elle s'étend au sud de la mer de Barents, entre la frontière entre la Norvège et la Russie et le cap Sviatoï Nos, sur la péninsule de Kola. Les principaux fleuve se jetant dans la mer de Barents sont le Touloma et le Voronia.
Administrativement, la côte mourmane s'étend sur les raïons de Petchenga, de Kola et de Lovozero de l'oblast de Mourmansk.
Les villes de Zaoziorsk, Gadjievo, Poliarny, Snejnogorsk, Mourmansk, Kola, Severomorsk, Ostrovnoï sont toutes situées sur la côte mourmane. La côte est peuplée dès le XIIIe siècle par les Pomors et des Norvégiens. 
La côte mourmane (à l'exception de Mourmansk) est comprise à l'intérieur de la zone frontalière, destinée à protéger les frontières de la fédération de Russie d'activités étrangères indésirées. Pour visiter cette zone, un permis délivré par l'antenne locale du FSB est requis.